# Cmentarzysko z epoki brązu w Sammallahdenmäki
Cmentarzysko z epoki brązu w Sammallahdenmäki (fiń. Sammallahdenmäen pronssikautinen röykkiöalue) – zbiór ok. trzydziestu granitowych kopców grobowych cmentarzyska z epoki brązu znajdujący się na terenie gminy Lappi, stanowiący ważne świadectwo zwyczajów pogrzebowych oraz praktyk religijnych z obszaru Europy Północnej sprzed ponad trzech tysięcy lat.

## Historia
Cmentarzysko Sammallahdenmäki stanowi wyjątkowe świadectwo życia społeczeństwa, a zwłaszcza praktyk pogrzebowych z epoki brązu w Skandynawii. Kultura epoki brązu w Skandynawii (1500-500 p.n.e.), obejmuje strefę przybrzeżną Finlandii kontynentalnej oraz archipelag. Brąz jest szeroko reprezentowany w kulturze materialnej regionu, mimo że jego elementy składowe: miedź i cyna nie występowały w okolicy; metale te w dużej mierze nabywano w ramach handlu i wymiany.
Kamienne kopce pochówkowe, budowane z głazów, bez wypełnienia ziemnego, umieszczone ponad grobowcami z kamienia lub drewna, zostały wzniesione na skałach z widokiem na morze na całym wybrzeżu Finlandii; zidentyfikowano ponad 3000 z nich. Zawierały one szczątki zarówno z kremacji jak i zwykłego pochówku członków lokalnej wspólnoty wraz ze wszystkimi przedmiotami związanymi z obrządkiem pogrzebowym.
Cmentarzysko Sammallahdenmäki jest związane z rytuałami kultu słońca, które rozprzestrzeniały się ze Skandynawii na cały region. 
Cmentarzysko Sammallahdenmäki obejmuje 33 kopce pochówkowe i jest największym i najlepiej zachowanym tego typu zespołem w całej Finlandii, 28 spośród kopców można z pewnością datować wczesną epokę brązu. Są one położone wzdłuż grzbietu i wyższych partii długiego na 700 m wzniesienia i skupione w kilku grupach. Ich struktury zostały zbudowane z głazów granitowych, wydobywanych z klifu poniżej szczytu wzniesienia lub wydobytych na miejscu. Niektóre z nich są również zbudowane z kamienia bez zaprawy. W zależności od ich kształtów i rozmiarów kopce pochówkowe można podzielić na kilka grup: kopce małe, niskie i okrągłe, kopce wielkie, i kopce z zaokrąglonymi ścianami. Grobowce pod nimi wykonano z płyt kamiennych.
Na terenie cmentarzyska Sammallahdenmäki znajdują się również dwie nietypowe konstrukcje. Pierwsza z nich jest owalna i wydłużona i wydaje się być rozbudowywana w trzech kolejnych etapach. Zawiera ona tylko węgiel, nigdy nie znaleziono w niej jakichkolwiek kości. Druga to duży czworokątny grobowiec, znany jako Posadzka Kościelna (fiń. Kirkonlaatia), konstrukcja unikatowa na terenie Finlandii i bardzo rzadka w Skandynawii. Powierzchnia tego grobowca jest płaska, nie ma on ścian zewnętrznych, a warstwy ułożonych kamieni są coraz cieńsze w miarę zbliżania się do jego środka. 
Stopień autentyczności cmentarzyska Sammallahdenmäki jest bardzo wysoki. Kopce zbudowane są z granitu, który nie ulega łatwo erozji. Okolice cmentarzyska pozostały nietknięte a same kopce zostały naruszone tylko w niewielkim stopniu.